# Abbazia di San Pietro in Cuppis
L'abbazia di San Pietro in Cuppis è uno degli edifici religiosi più antichi di Ischitella e del Gargano,  colpito da gravissimo degrado.
La prima testimonianza documentale risale alla bolla papale Iustis Petitionibus del 9 febbraio 1058 del pontefice Stefano IX che la confermava all'abate Oddone di Santa Maria di Càlena, definendola "cella benettina di San Pietro in Cuppis". Oltre ad essere conosciuta come abbazia di San Pietro in Cuppis, era un tempo conosciuta anche come 
- San Pietro de Criptanova, come risulta da una bolla di papa Alessandro III risalente al 1177[3];
- San Pietro Opineae, come risulta nel documento di donazione all'abbazia di Pulsano del (1225)[3].

## Architettura

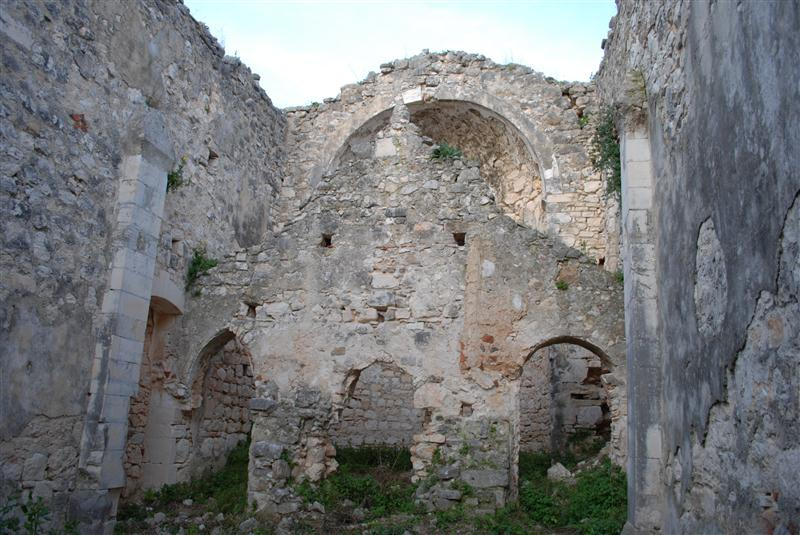
Interni, notare la rara iconostasi

Dell'antica fabbrica, in stile romanico-bizantino, oggi restano le mura perimetrali, caratterizzate da blocchi irregolari di pietra calcarea.
Il complesso è diviso in quattro aree:
- la basilica, a cui si accede attraverso un portale sormontato da un arco a tutto sesto e, internamente, da un piccolo rosone[1]. Navata e presbiterio sono divisi da un iconostasi, elemento molto raro in Italia, che dimostra una certa influenza del romanico orientale, caratterizzato da una porta regale centrale e porte diaconali a destra e sinistra. Tra le porte regali e le porte diaconali sono ancora visibili tracce dell'antico altare, mentre è ancora integra l'abside[1], se non per la chiave di volta, oggi trafugata, che presentava un leone rampante, emblema della famiglia Gentile, feudataria dell'area tra XI e XIII secolo. Le pareti interne sono divise da quattro pilastri rettangolari, costituiti da blocchi di pietra squadrati, che un tempo sostenevano le travi di quello che era un classico tetto a capriate[1]. Su una parete interna, tra la navata e il presbiterio, è situata una delle porte di accesso al cortile, mentre su un'altra parete è presente una edicola con arco a tutto sesto[1].
- Il cortile, a cui si accedeva accanto alla facciata principale dell'abbazia, porta quasi crollata, o all'interno della basilica. Al suo interno è presente una cisterna. ed è delimitato dalla muratura perimetrale, parzialmente crollata, dalla muratura portante della basilica, in buono stato, e dalla muratura portante degli ambienti, completamente crollata[1].
- Diversi ambienti, tra cui il dormitorio, il refettorio oltre a luoghi di lavoro cui si accedeva attraverso il cortile. Non si esclude che questi edifici avessero avuto un secondo piano, ma non è stata ancora effettuata una indagine dettagliata per accertarlo[1].

## Degrado
Ormai da decenni l'intera area abbaziale è incustodita, nonostante il rischio che vari manufatti vengano trafugati. Il lungo degrado (oltre a causare i crolli totali e parziali alla muratura del cortile e degli ambienti) sta causando alla muratura portante della basilica, che ancora oggi conserva l'altezza originaria, delle crepe e dei piccoli crolli che a breve termine potrebbero causare danni maggiori. Nella zona absidale interna, poi, l'incuria e gli agenti atmosferici continuano a cancellare i preziosi affreschi.
L'antica abbazia di San Pietro in Cuppis è stata segnalata in occasione della quinta edizione del censimento nazionale "I Luoghi del Cuore", promossa dal FAI nel 2010.